# Miss Univers România 2009

### destinație de plasare
| rezultatele finale        | Concurent                 |
| Miss Univers România 2009 | - Bianca Elena Constantin |
| locul I                   | - Georgeta Filip          |
| locul al II-lea           | - Maria Liana Timiș       |
| locul al III-lea          | - Natalia Oneț            |

### judecători
- Dayana Mendoza
- Stefania Magidson
- Blue Heron
- Doina Levintza
- Octavian Radu
- Mike Costache
- Monica Grosu Tusac
- Sorin Constantinescu
- Anastasia Soare
- Daniela Nane
- Arthur Popa